# Limbochromis robertsi
Limbochromis robertsi ist eine afrikanische Buntbarschart, die endemisch in zwei kleinen Gebieten in Ghana vorkommt. Eines liegt südwestlich von Kumasi, das andere im äußersten südwestlich von Ghana.

## Merkmale
Limbochromis robertsi wird 8 (Weibchen) bis 12 (Männchen) Zentimeter lang und hat einen schlanken, langgestreckten Körper mit geradem Stirnprofil und einer spitzen Schnauze. Von anderen Buntbarschen der Tribus Chromidotilapiini unterscheidet sich die Art durch die relativ geringe Anzahl der Schuppen um den Schwanzstiel (individuell verschieden zwischen 12 und 14 (12 bei Enigmatochromis, 14–16 bei Chromidotilapia und 16 bei Benitochromis, Pelvicachromis und Thysochromis)), vier Poren des sensorischen Systems auf der Lacrymale, vier zusätzliche Infraorbitalknochen (Knochen unterhalb der Augen) und eine deutlich von der Rückenflossenbasis abgesetzte Seitenlinie. Die Fische sind grau- bis gelbbraun gefärbt, Schnauze und Kehle sind rötlich. Stimmungsabhängig können dunkle Längsstreifen sichtbar sein. Rücken-, After- und Schwanzflosse der Männchen sind dicht mit roten Punkten gemustert, bei den Weibchen sind sie farblos bis leicht gelblich und ohne Muster. Nur Rücken- und Schwanzflosse haben am oberen Rand ein metallisch glänzendes, oben rot gesäumtes Band. Die Schwanzflosse der Weibchen ist leicht eingebuchtet, die der Männchen gegabelt.

## Lebensweise
Limbochromis robertsi lebt in kleinen, beschatteten und schnell strömenden Regenwaldbächen und ernährt sich vor allem von Algen und Detritus. Männchen sind stark territorial mit großer Aggressivität gegenüber Artgenossen und besetzen Reviere die im Durchschnitt 2 m² groß sind. Limbochromis robertsi laicht immer in Höhlen. Die geschlüpften Jungfische werden vom Männchen in Gruben am Gewässerboden abgelegt, vom Weibchen aber auch ins Maul genommen. Die Art zeigt damit ein Brutverhalten zwischen Höhlenbrüter und larvophilem Maulbrüter.